# National Book Critics Circle Award
O National Book Critics Circle Award é um conjunto de prémios anuais atribuídos pelo National Book Critics Circle (NBCC) para promover as melhores obras críticas publicadas no Reino Unido.

## Vencedores

### Ficção
| Publicação |                          |                                            |
| 2017       | Joan Silber              | Improvement                                |
| 2016       | Louise Erdrich           | LaRose                                     |
| 2015       | Paul Beatty              | The Sellout                                |
| 2014       | Marilynne Robinson       | Lila                                       |
| 2013       | Chimamanda Ngozi Adichie | Americanah                                 |
| 2012       | Ben Fountain             | Billy Lynn's Long Halftime Walk            |
| 2011       | Edith Pearlman           | Binocular Vision: New and Selected Stories |
| 2010       | Jennifer Egan            | A Visit from the Goon Squad                |
| 2009       | Hilary Mantel            | Wolf Hall                                  |
| 2008       | Roberto Bolaño           | 2666                                       |
| 2007       | Junot Diaz               | The Brief Wondrous Life of Oscar Wao       |
| 2006       | Kiran Desai              | The Inheritance of Loss                    |
| 2005       | E.L. Doctorow            | The March                                  |
| 2004       | Marilynne Robinson       | Gilead                                     |
| 2003       | Edward P. Jones          | The Known World                            |
| 2002       | Ian McEwan               | Brasil: Reparação / Portugal: Expiação     |
| 2001       | W. G. Sebald             | Austerlitz                                 |
| 2000       | Jim Crace                | Being Dead                                 |
| 1999       | Jonathan Lethem          | Motherless Brooklyn                        |
| 1998       | Alice Munro              | The Love of a Good Woman                   |
| 1997       | Penelope Fitzgerald      | The Blue Flower                            |
| 1996       | Gina Berriault           | Women in Their Beds                        |
| 1995       | Stanley Elkin            | Mrs. Ted Bliss                             |
| 1994       | Carol Shields            | The Stone Diaries                          |
| 1993       | Ernest J. Gaines         | A Lesson Before Dying                      |
| 1992       | Cormac McCarthy          | All the Pretty Horses                      |
| 1991       | Jane Smiley              | A Thousand Acres                           |
| 1990       | John Updike              | Rabbit at Rest                             |
| 1989       | E.L. Doctorow            | Billy Bathgate                             |
| 1988       | Bharati Mukherjee        | The Middleman and Other Stories            |
| 1987       | Philip Roth              | The Counterlife                            |
| 1986       | Reynolds Price           | Kate Vaiden                                |
| 1985       | Anne Tyler               | The Accidental Tourist                     |
| 1984       | Louise Erdrich           | Love Medicine                              |
| 1983       | William Kennedy          | Ironweed                                   |
| 1982       | Stanley Elkin            | George Mills                               |
| 1981       | John Updike              | Rabbit Is Rich                             |
| 1980       | Shirley Hazzard          | The Transit of Venus                       |
| 1979       | Thomas Flanagan          | The Year of the French                     |
| 1978       | John Cheever             | The Stories of John Cheever                |
| 1977       | Toni Morrison            | Song of Solomon                            |
| 1976       | John Gardner             | October Light                              |
| 1975       | E.L. Doctorow            | Ragtime                                    |

### Não Ficção Geral
| Publicação |                       | |
| 2017       | Frances FitzGerald    | The Evangelicals: The Struggle to Shape America                                                                      |
| 2016       | Matthew Desmond       | Evicted: Poverty and Profit in the American City                                                                     |
| 2015       | Sam Quinones          | Dreamland: The True Story of America’s Opiate Epidemic                                                               |
| 2014       | David Brion Davis     | The Problem of Slavery in the Age of Emancipation                                                                    |
| 2013       | Sheri Fink            | Five Days at Memorial: Life and Death in a Storm-Ravaged Hospital                                                    |
| 2012       | Andrew Solomon        | Far from the Tree: Parents, Children, and the Search for Identity                                                    |
| 2011       | Maya Jasanoff         | Liberty's Exiles: American Loyalists in the Revolutionary World                                                      |
| 2010       | Isabel Wilkerson      | The Warmth of Other Suns: The Epic Story of America's Great Migration                                                |
| 2009       | Richard Holmes        | The Age of Wonder: How the Romantic Generation Discovered the Beauty and Terror of Science                           |
| 2008       | Dexter Filkins        | The Forever War |
| 2007       | Harriet A. Washington | Medical Apartheid: The Dark History of Medical Experimentation on Black Americans From Colonial Times to the Present |
| 2006       | Simon Schama          | Rough Crossings: Britain, the Slaves and the American Revolution                                                     |
| 2005       | Svetlana Alexievich   | Voices from Chernobyl: The Oral History of a Nuclear Disaster                                                        |
| 2004       | Diarmaid MacCulloch   | The Reformation: A History                                                                                           |
| 2003       | Paul Hendrickson      | Sons of Mississippi                                                                                                  |
| 2002       | Samantha Power        | A Problem from Hell: America and the Age of Genocide                                                                 |
| 2001       | Nicholson Baker       | Double Fold: Libraries and the Assault on Paper                                                                      |
| 2000       | Ted Conover           | Newjack: Guarding Sing Sing                                                                                          |
| 1999       | Jonathan Weiner       | Time, Love, Memory: A Great Biologist and His Quest for the Origins of Behavior                                      |
| 1998       | Philip Gourevitch     | We Wish to Inform You That Tomorrow We Will Be Killed With Our Families                                              |
| 1997       | Anne Fadiman          | The Spirit Catches You and You Fall Down                                                                             |
| 1996       | Jonathan Raban        | Bad Land: An American Romance                                                                                        |
| 1995       | Jonathan Harr         | A Civil Action |
| 1994       | Lynn H. Nicholas      | The Rape of Europa: The Fate of Europe's Treasures in the Third Reich and the Second World War                       |
| 1993       | Alan Lomax            | The Land Where the Blues Began                                                                                       |
| 1992       | Norman Maclean        | Young Men and Fire                                                                                                   |
| 1991       | Susan Faludi          | Backlash: The Undeclared War Against American Women                                                                  |
| 1990       | Shelby Steele         | The Content of Our Character: A New Vision of Race in America                                                        |
| 1989       | Michael Dorris        | The Broken Cord |
| 1988       | Taylor Branch         | Parting the Waters: America in the King Years, 1954–63                                                               |
| 1987       | Richard Rhodes        | The Making of the Atomic Bomb                                                                                        |
| 1986       | John W. Dower         | War Without Mercy: Race and Power in the Pacific War                                                                 |
| 1985       | J. Anthony Lukas      | Common Ground: A Turbulent Decade in the Lives of Three American Families                                            |
| 1984       | Freeman Dyson         | Weapons and Hope |
| 1983       | Seymour M. Hersh      | The Price of Power: Kissinger in the Nixon White House                                                               |
| 1982       | Robert Caro           | The Path to Power: The Years of Lyndon Johnson                                                                       |
| 1981       | Stephen Jay Gould     | The Mismeasure of Man                                                                                                |
| 1980       | Ronald Steel          | Walter Lippmann and the American Century                                                                             |
| 1979       | Telford Taylor        | Munich: The Price of Peace                                                                                           |
| 1978       | Maureen Howard        | Facts of Life |
| 1977       | Walter Jackson Bate   | Samuel Johnson |
| 1976       | Maxine Hong Kingston  | The Woman Warrior: Memoirs of a Girlhood among Ghosts                                                                |
| 1975       | R. W. B. Lewis        | Edith Wharton: A Biography                                                                                           |

### Memórias/Autobiografia
| Publicação |                          |                                                                          |
| 2017       | Xiaolu Guo               | Nine Continents: A Memoir In and Out of China                            |
| 2016       | Hope Jahren              | Lab Girl                                                                 |
| 2015       | Margo Jefferson          | Negroland                                                                |
| 2014       | Roz Chast                | Can’t We Talk About Something More Pleasant?                             |
| 2013       | Amy Wilentz              | Farewell, Fred Voodoo: A Letter From Haiti                               |
| 2012       | Leanne Shapton           | Swimming Studies                                                         |
| 2011       | Mira Bartók              | The Memory Palace                                                        |
| 2010       | Darin Strauss            | Half a Life                                                              |
| 2009       | Diana Athill             | Somewhere Towards the End                                                |
| 2008       | Ariel Sabar              | My Father’s Paradise: A Son’s Search for His Jewish Past in Kurdish Iraq |
| 2007       | Edwidge Danticat         | Brother, I'm Dying                                                       |
| 2006       | Daniel Mendelsohn        | The Lost: A Search for Six of Six Million                                |
| 2005       | Francine du Plessix Gray | Them: A Memoir of Parents                                                |

### Biografia
| Publicação |                                |                                                                                                |
| 2017       | Caroline Fraser                | Prairie Fires: The American Dreams of Laura Ingalls Wilder                                     |
| 2016       | Ruth Franklin                  | Shirley Jackson: A Rather Haunted Life                                                         |
| 2015       | Charlotte Gordon               | Romantic Outlaws: The Extraordinary Lives of Mary Wollstonecraft and Her Daughter Mary Shelley |
| 2014       | John Lahr                      | Tennessee Williams: Mad Pilgrimage of the Flesh                                                |
| 2013       | Leo Damrosch                   | Jonathan Swift: His Life and His World                                                         |
| 2012       | Robert A. Caro                 | The Passage of Power: The Years of Lyndon Johnson                                              |
| 2011       | John Lewis Gaddis              | George F. Kennan: An American Life                                                             |
| 2010       | Sarah Bakewell                 | How To Live, Or A Life Of Montaigne                                                            |
| 2009       | Blake Bailey                   | Cheever: A Life                                                                                |
| 2008       | Patrick French                 | The World is What it is: The Authorized Biography of V.S. Naipaul                              |
| 2007       | Tim Jeal                       | Stanley: The Impossible Life of Africa's Greatest Explorer                                     |
| 2006       | Julie Phillips                 | James Tiptree, Jr.: The Double Life of Alice B. Sheldon                                        |
| 2005       | Kai Bird and Martin J. Sherwin | American Prometheus: The Triumph and Tragedy of J. Robert Oppenheimer                          |

### Biografia/Autobiografia (descontinuado)
| Publicação |                               |                                                                   |
| 2004       | Mark Stevens and Annalyn Swan | De Kooning: An American Master                                    |
| 2003       | William Taubman               | Khrushchev: The Man and His Era                                   |
| 2002       | Janet Browne                  | Charles Darwin: The Power of Place, Vol. II                       |
| 2001       | Adam Sisman                   | Boswell's Presumptuous Task: The Making of the Life of Dr.Johnson |
| 2000       | Herbert P. Bix                | Hirohito and the Making of Modern Japan                           |
| 1999       | Henry Wiencek                 | The Hairstons: An American Family in Black and White              |
| 1998       | Sylvia Nasar                  | A Beautiful Mind                                                  |
| 1997       | James Tobin                   | Ernie Pyle's War: America's Eyewitness to World War II            |
| 1996       | Frank McCourt                 | Angela's Ashes                                                    |
| 1995       | Robert Polito                 | Savage Art: A Biography of Jim Thompson                           |
| 1994       | Mikal Gilmore                 | Shot in the Heart                                                 |
| 1993       | Edmund White                  | Genet                                                             |
| 1992       | Carol Brightman               | Writing Dangerously: Mary McCarthy and Her World                  |
| 1991       | Philip Roth                   | Patrimony: A True Story                                           |
| 1990       | Robert A. Caro                | Means of Ascent: The Years of Lyndon Johnson, Vol. II             |
| 1989       | Geoffrey C. Ward              | A First-Class Temperament: The Emergence of Franklin Roosevelt    |
| 1988       | Richard Ellmann               | Oscar Wilde                                                       |
| 1987       | Donald R. Howard              | Chaucer: His Life, His Works, His World                           |
| 1986       | Theodore Rosengarten          | Tombee: Portrait of a Cotton Planter                              |
| 1985       | Leon Edel                     | Henry James: A Life                                               |
| 1984       | Joseph Frank                  | Dostoevsky: The Years of Ordeal, 1850–1859                        |
| 1983       | Joyce Johnson                 | Minor Characters                                                  |

### Poesia
| Publicação |                     |                                                       |
| 2017       | Layli Long Soldier  | Whereas                                               |
| 2016       | Ishion Hutchinson   | House of Lords and Commons                            |
| 2015       | Ross Gay            | Catalogue of Unabashed Gratitude                      |
| 2014       | Claudia Rankine     | Citizen: An American Lyric                            |
| 2013       | Frank Bidart        | Metaphysical Dog                                      |
| 2012       | D. A. Powell        | Useless Landscape, or A Guide for Boys                |
| 2011       | Laura Kasischke     | Space, In Chains                                      |
| 2010       | C.D. Wright         | One With Others                                       |
| 2009       | Rae Armantrout      | Versed                                                |
| 2008       | Juan Felipe Herrera | Half the World in Light                               |
| 2008       | August Kleinzahler  | Sleeping it Off in Rapid City                         |
| 2007       | Mary Jo Bang        | Elegy                                                 |
| 2006       | Troy Jollimore      | Tom Thomson in Purgatory                              |
| 2005       | Jack Gilbert        | Refusing Heaven                                       |
| 2004       | Adrienne Rich       | The School Among the Ruins                            |
| 2003       | Susan Stewart       | Columbarium                                           |
| 2002       | B.H. Fairchild      | Early Occult Memory Systems of the Lower Midwest      |
| 2001       | Albert Goldbarth    | Saving Lives                                          |
| 2000       | Judy Jordan         | Carolina Ghost Woods                                  |
| 1999       | Ruth Stone          | Ordinary Words                                        |
| 1998       | Marie Ponsot        | The Bird Catcher                                      |
| 1997       | Charles Wright      | Black Zodiac                                          |
| 1996       | Robert Hass         | Sun Under Wood                                        |
| 1995       | William Matthews    | Time and Money                                        |
| 1994       | Mark Rudman         | Rider                                                 |
| 1993       | Mark Doty           | My Alexandria                                         |
| 1992       | Hayden Carruth      | Collected Shorter Poems 1946–1991                     |
| 1991       | Albert Goldbarth    | Heaven and Earth: A Cosmology                         |
| 1990       | Amy Gerstler        | Bitter Angel                                          |
| 1989       | Rodney Jones        | Transparent Gestures                                  |
| 1988       | Donald Hall         | That One Day                                          |
| 1987       | C.K. Williams       | Flesh and Blood                                       |
| 1986       | Edward Hirsch       | Wild Gratitude                                        |
| 1985       | Louise Glück        | The Triumph of Achilles                               |
| 1984       | Sharon Olds         | The Dead and the Living                               |
| 1983       | James Merrill       | The Changing Light at Sandover                        |
| 1982       | Katha Pollitt       | Antarctic Traveler                                    |
| 1981       | A.R. Ammons         | A Coast of Trees                                      |
| 1980       | Frederick Seidel    | Sunrise                                               |
| 1979       | Philip Levine       | Ashes: Poems New and Old and 7 Years From Somewhere   |
| 1978       | L. E. Sissman       | Hello, Darkness: The Collected Poems of L. E. Sissman |
| 1977       | Robert Lowell       | Day by Day                                            |
| 1976       | Elizabeth Bishop    | Geography III                                         |
| 1975       | John Ashbery        | Self-portrait in a Convex Mirror                      |

### Crítica
| Publicação |                    |                                                                                             |
| 2017       | Carina Chocano     | You Play the Girl: On Playboy Bunnies, Stepford Wives, Train Wrecks, & Other Mixed Messages |
| 2016       | Carol Anderson     | White Rage: The Unspoken Truth of Our Racial Divide                                         |
| 2015       | Maggie Nelson      | The Argonauts                                                                               |
| 2014       | Ellen Willis       | The Essential Ellen Willis, edited by Nona Willis Aronowitz                                 |
| 2013       | Franco Moretti     | Distant Reading                                                                             |
| 2012       | Marina Warner      | Stranger Magic: Charmed States and the Arabian Nights                                       |
| 2011       | Geoff Dyer         | Otherwise Known as the Human Condition: Selected Essays and Reviews                         |
| 2010       | Clare Cavanagh     | Lyric Poetry and Modern Politics: Russia, Poland, and the West                              |
| 2009       | Eula Biss          | Notes from No Man's Land: American Essays                                                   |
| 2008       | Seth Lerer         | Children’s Literature: A Readers’ History: Reader’s History from Aesop to Harry Potter      |
| 2007       | Alex Ross          | The Rest Is Noise: Listening to the Twentieth Century                                       |
| 2006       | Lawrence Weschler  | Everything That Rises: A Book of Convergences                                               |
| 2005       | William Logan      | The Undiscovered Country: Poetry in the Age of Tin                                          |
| 2004       | Patrick Neate      | Where You're At: Notes From the Frontline of a Hip-Hop Planet                               |
| 2003       | Rebecca Solnit     | River of Shadows: Eadweard Muybridge and the Technological Wild West                        |
| 2002       | William H. Gass    | Tests of Time                                                                               |
| 2001       | Martin Amis        | The War Against Cliché: Essays and Reviews, 1971–2000                                       |
| 2000       | Cynthia Ozick      | Quarrel & Quandary                                                                          |
| 1999       | Jorge Luis Borges  | Selected Non-Fictions                                                                       |
| 1998       | Gary Giddins       | Visions of Jazz: The First Century                                                          |
| 1997       | Mario Vargas Llosa | Making Waves                                                                                |
| 1996       | William H. Gass    | Finding a Form                                                                              |
| 1995       | Robert Darnton     | The Forbidden Best-Sellers of Pre-Revolutionary France                                      |
| 1994       | Gerald Early       | The Culture of Bruising: Essays on Prizefighting, Literature, and Modern American Culture   |
| 1993       | John Dizikes       | Opera in America: A Cultural History                                                        |
| 1992       | Garry Wills        | Lincoln at Gettysburg: The Words That Remade America                                        |
| 1991       | Lawrence L. Langer | Holocaust Testimonies: The Ruins of Memory                                                  |
| 1990       | Arthur C. Danto    | Encounters and Reflections: Art in the Historical Present                                   |
| 1989       | John Clive         | Not by Fact Alone: Essays on the Writing and Reading of History                             |
| 1988       | Clifford Geertz    | Works and Lives: The Anthropologist as Author                                               |
| 1987       | Edwin Denby        | Dance Writings                                                                              |
| 1986       | Joseph Brodsky     | Less Than One: Selected Essays                                                              |
| 1985       | William H. Gass    | Habitations of the Word: Essays                                                             |
| 1984       | Robert Hass        | Twentieth Century Pleasures: Prose on Poetry                                                |
| 1983       | John Updike        | Hugging the Shore: Essays and Criticism                                                     |
| 1982       | Gore Vidal         | The Second American Revolution and Other Essays                                             |
| 1981       | Virgil Thomson     | A Virgil Thomson Reader                                                                     |
| 1980       | Helen Vendler      | Part of Nature, Part of Us: Modern American Poets                                           |
| 1979       | Elaine Pagels      | The Gnostic Gospels                                                                         |
| 1978       | Meyer Schapiro     | Modern Art: 19th and 20th Centuries (Selected Papers, Volume 2)                             |
| 1977       | Susan Sontag       | On Photography                                                                              |
| 1976       | Bruno Bettelheim   | The Uses of Enchantment: The Meaning and Importance and Importance of Fairy Tales           |
| 1975       | Paul Fussell       | The Great War and Modern Memory                                                             |

### Prémio John Leonard
Prémio para o melhor primeiro livro em qualquer género literário.
| Publicação |                      |                                                 |
| 2017       | Carmen Maria Machado | Her Body and Other Parties, coletânea de contos |
| 2016       | Yaa Gyasi            | Homegoing                                       |
| 2015       | Kirstin Valdez Quade | Night at the Fiestas                            |
| 2014       | Phil Klay            | Redeployment, coletânea de contos               |
| 2013       | Anthony Marra        | A Constellation of Vital Phenomena, romance     |

### Ivan Sandrof Lifetime Achievement Award
Ivan Sandrof foi um dos fundadores do National Book Critics Circle e o seu primeiro presidente.
The Sandrof Award has also been presented as the "Ivan Sandrof Award for Lifetime Achievement in Publishing" and the "Ivan Sandrof Award, Contribution to American Arts & Letters".
| Ano de publicação |                                    |                                                                    |
| 2017              | John McPhee                        |                                                                    |
| 2016              | Margaret Atwood                    |                                                                    |
| 2015              | Wendell Berry                      |                                                                    |
| 2014              | Toni Morrison                      |                                                                    |
| 2013              | Rolando Hinojosa-Smith             |                                                                    |
| 2012              | Sandra Gilbert Susan Gubar         |                                                                    |
| 2011              | Robert Silvers                     | editor do New York Review of Books                                 |
| 2010              | Dalkey Archive Press               |                                                                    |
| 2009              | Joyce Carol Oates                  |                                                                    |
| 2008              | PEN American Center                |                                                                    |
| 2007              | Emilie Buchwald                    | co-fundador da casa editorial Milkweed Editions                    |
| 2006              | John Leonard                       |                                                                    |
| 2005              | Bill Henderson                     | fundador de Pushcart Press                                         |
| 2004              | Louis D. Rubin, Jr.                | fundador da Algonquin Press, escritor e editor de mais de 50 obras |
| 2003              | Studs Terkel                       |                                                                    |
| 2002              | Richard Howard                     |                                                                    |
| 2001              | Jason Epstein                      |                                                                    |
| 2000              | Barney Rosset                      |                                                                    |
| 1999              | Lawrence Ferlinghetti Pauline Kael |                                                                    |
| 1998              |                                    |                                                                    |
| 1997              | Leslie Fiedler                     |                                                                    |
| 1996              | Albert Murray                      |                                                                    |
| 1995              | Alfred Kazin Elizabeth Hardwick    |                                                                    |
| 1994              | William Maxwell                    |                                                                    |
| 1993              |                                    |                                                                    |
| 1992              |                                    |                                                                    |
| 1991              |                                    |                                                                    |
| 1990              | Donald Keene                       |                                                                    |
| 1989              | James Laughlin                     |                                                                    |
| 1988              |                                    |                                                                    |
| 1987              | Robert Giroux                      |                                                                    |
| 1986              |                                    |                                                                    |
| 1985              |                                    |                                                                    |
| 1984              | The Library of America             |                                                                    |
| 1983              |                                    |                                                                    |
| 1982              | Leslie A. Marchand                 |                                                                    |
| 1981              |                                    |                                                                    |

### Nona Balakian Citation for Excellence in Reviewing
O Balakian Citation é anual. Honra Nona Balakian, que foi uma dos três fundadores do NBCC.
Por 43 anos, Balakian foi editora na equipe do New York Times Book Review (A Crítica de Livros do New York Times).
Cinco finalistas são anunciados em cada ano, um dos quais é selecionado como o vencedor da citação. O prêmio já foi chamado "o prêmio de crítica literária de maior prestígio do país."
| Ano de publicação |                     | |
| 2017              | Charles Finch       | revisor literário do The New York Times e outros |
| 2016              | Michelle Dean       | |
| 2015              | Carlos Lozada       | do The Washington Post |
| 2014              | Alexandra Schwartz  | do The New Yorker |
| 2013              | Katherine A. Powers | contribuidora de muitas secções de críticas literárias, incluindo o Boston Globe e Washington Post. Pela segunda vez na história do Balakian Citation incluiu um prémio monetário de 1000 dólares americanos. |
| 2012              | William Deresiewicz | um escritor contribuidor no The Nation e The American Scholar |
| 2011              | Kathryn Schulz      | crítica de livros na New York magazine |
| 2010              | Parul Sehgal        | do Publishers Weekly |
| 2009              | Joan Acocella       | do The New Yorker |
| 2008              | Ron Charles         | do The Washington Post |
| 2007              | Sam Anderson        | da revista New York |
| 2006              | Steven G. Kellman   | |
| 2005              | Wyatt Mason         | um contribuidor nos Harper's, The New Yorker, The New Republic |
| 2004              | David Orr           | um contribuidor no The New York Times Book Review e Poetry Magazine |
| 2003              | Scott McLemee       | |
| 2002              | Maureen N. McLane   | |
| 2001              | Michael Gorra       | |
| 2000              | Daniel Mendelsohn   | |
| 1999              | Benjamin Schwarz    | |
| 1998              | Albert Mobilio      | |
| 1997              | Thomas Mallon       | |
| 1996              | Dennis Drabelle     | |
| 1995              | Laurie Stone        | |
| 1994              | JoAnn C. Gutin      | |
| 1993              | Brigitte Frase      | |
| 1992              | Elizabeth Ward      | |
| 1991              | George Scialabba    | |

## Finalistas
Vencedores estão escritos em negrito.

### 2017
Os finalistas foram anunciados a 21 de Janeiro de 2018. Os vencedores (Predefinição:Blue ribbon) foram anunciados a 15 de Março de  2018 na New School em Nova Iorque.
 Ficção
- Mohsin Hamid, Exit West
- Alice McDermott, The Ninth Hour
- Arundhati Roy, The Ministry of Utmost Happiness
- Predefinição:Blue ribbon Joan Silber, Improvement
- Jesmyn Ward, Sing, Unburied, Sing

Não Ficção
- Jack Davis, Gulf: The Making of An American Sea
- Predefinição:Blue ribbon Frances FitzGerald, The Evangelicals: The Struggle to Shape America
- Masha Gessen, The Future is History: How Totalitarianism Reclaimed Russia
- Kapka Kassabova, Border: A Journey to the Edge of Europe
- Adam Rutherford, A Brief History of Everyone Who Ever Lived: The Human Story Retold Through Our Genes

Autobiografia
- Thi Bui, The Best We Could Do: An Illustrated Memoir
- Roxane Gay, Hunger: A Memoir of (My) Body
- Henry Marsh, Admissions: Life as a Brain Surgeon
- Ludmilla Petrushevskaya, The Girl From the Metropol Hotel: Growing Up in Communist Russia
- Predefinição:Blue ribbon Xiaolu Guo, Nine Continents: A Memoir In and Out of China

Biografia
- Predefinição:Blue ribbon Caroline Fraser, Prairie Fires: The American Dreams of Laura Ingalls Wilder
- Edmund Gordon, The Invention of Angela Carter: A Biography
- Howard Markel, The Kelloggs: The Battling Brothers of Battle Creek
- William Taubman, Gorbachev: His Life and Times
- Ken Whyte, Hoover: An Extraordinary Life in Extraordinary Times

Crítica
- Predefinição:Blue ribbon Carina Chocano, You Play the Girl: On Playboy Bunnies, Stepford Wives, Train Wrecks, & Other Mixed Messages
- Edwidge Danticat, The Art of Death: Writing the Final Story
- Camille Dungy, Guidebook to Relative Strangers: Journeys into Race, Motherhood, and History
- Valeria Luiselli, Tell Me How It Ends: An Essay in Forty Questions
- Kevin Young, Bunk: The Rise of Hoaxes, Humbug, Plagiarists, Phonies, Post-Facts and Fake News

Poesia
- Nuar Alsadir, Fourth Person Singular
- James Longenbach, Earthling
- Predefinição:Blue ribbon Layli Long Soldier, Whereas
- Frank Ormsby, The Darkness of Snow
- Ana Ristović, Directions for Use

Ivan Sandrof Lifetime Achievement Award
- John McPhee

John Leonard Prize
- Carmen Maria Machado, Her Body and Other Parties

Nona Balakian Citation for Excellence in Reviewing
- Charles Finch

### 2016
Os finalistas foram anunciados a 1 de Janeiro de 2017.
 Ficção
- Michael Chabon, Moonglow
- Louise Erdrich, LaRose
- Adam Haslett, Imagine Me Gone
- Ann Patchett, Commonwealth
- Zadie Smith, Swing Time

Não Ficção
- Matthew Desmond, Evicted: Poverty and Profit in the American City
- Ibram X. Kendi, Stamped From the Beginning: The Definitive History of Racist Ideas in America
- Jane Mayer, Dark Money: The Hidden History of the Billionaires Behind the Rise of the Radical Right
- Viet Thanh Nguyen, Nothing Ever Dies: Vietnam and the Memory of War
- John Edgar Wideman, Writing to Save a Life: The Louis Till File

Autobiografia
- Marion Coutts, The Iceberg
- Jenny Diski, In Gratitude
- Hope Jahren, Lab Girl
- Hisham Matar, The Return: Fathers, Sons, and the Land in Between
- Kao Kalia Yang, The Song Poet: A Memoir of My Father

Biografia
- Nigel Cliff, Moscow Nights: The Van Cliburn Story
- Ruth Franklin, Shirley Jackson: A Rather Haunted Life
- Joe Jackson, Black Elk: The Life of an American Visionary
- Michael Tisserand, Krazy: George Herriman, a Life in Black and White
- Frances Wilson, Guilty Thing: A Life of Thomas De Quincey

Crítica
- Carol Anderson, White Rage: The Unspoken Truth of Our Racial Divide
- Mark Greif, Against Everything: Essays
- Alice Kaplan, Looking for The Stranger: Albert Camus and the Life of a Literary Classic
- Olivia Laing, The Lonely City: Adventures in the Art of Being Alone
- Peter Orner, Am I Alone Here?: Notes on Living to Read and Reading to Live

Poesia
- Ishion Hutchinson, House of Lords and Commons
- Tyehimba Jess, Olio
- Bernadette Mayer, Works and Days
- Robert Pinsky, At the Foundling Hospital
- Monica Youn, Blackacre

Ivan Sandrof Lifetime Achievement Award
- Margaret Atwood

Prémio John Leonard
- Yaa Gyasi, Homegoing

Nona Balakian Citation for Excellence in Reviewing
- Michelle Dean

### 2015
Os finalistas foram anunciados a 18 de Janeiro de 2016. Os vencedores (Predefinição:Blue ribbon) foram anunciados a 17 de Março de 2016 na New School em Nova Iorque.
 Ficção
- Predefinição:Blue ribbon Paul Beatty, The Sellout
- Lauren Groff, Fates and Furies
- Valeria Luiselli, The Story of My Teeth
- Anthony Marra, The Tsar of Love and Techno
- Ottessa Moshfegh, Eileen

Não ficção
- Mary Beard, SPQR: A History of Ancient Rome
- Ari Berman, Give Us the Ballot: The Modern Struggle for Voting Rights in America
- Jill Leovy, Ghettoside: A True Story of Murder in America
- Predefinição:Blue ribbon Sam Quinones, Dreamland: The True Tale of America's Opiate Epidemic
- Brian Seibert, What the Eye Hears: A History of Tap Dancing

Autobiografia
- Elizabeth Alexander, The Light of the World
- Vivian Gornick, The Odd Woman and the City
- George Hodgman, Bettyville
- Predefinição:Blue ribbon Margo Jefferson, Negroland: A Memoir
- Helen Macdonald, H is for Hawk

Biografia
- Terry Alford, Fortune’s Fool: The Life of John Wilkes Booth
- Predefinição:Blue ribbon Charlotte Gordon, Romantic Outlaws: The Extraordinary Lives of Mary Wollstonecraft and Her Daughter Mary Shelley
- T.J. Stiles, Custer's Trials: A Life on the Frontier of a New America
- Rosemary Sullivan, Stalin’s Daughter: The Extraordinary and Tumultuous Life of Svetlana Alliluyeva
- Karin Wieland and Shelly Frisch, Dietrich and Riefenstahl: Hollywood, Berlin, and a Century in Two Lives

Crítica
- Ta-Nehisi Coates, Between the World and Me
- Leo Damrosch, Eternity’s Sunrise: The Imaginative World of William Blake
- Predefinição:Blue ribbon Maggie Nelson, The Argonauts
- Colm Tóibín, On Elizabeth Bishop
- James Wood, The Nearest Thing to Life

Poesia
- Predefinição:Blue ribbon Ross Gay, Catalogue of Unabashed Gratitude
- Terrance Hayes, How to Be Drawn
- Ada Limón, Bright Dead Things
- Sinéad Morrissey, Parallax: And Selected Poems
- Frank Stanford, What About This: Collected Poems of Frank Stanford

Ivan Sandrof Lifetime Achievement Award
- Wendell Berry

Prémio John Leonard
- Kirstin Valdez Quade, Night at the Fiestas

Nona Balakian Citation for Excellence in Reviewing
- Carlos Lozada

### 2014
Ficção
- Rabih Alameddine, An Unnecessary Woman
- Marlon James , A Brief History of Seven Killings
- Lily King, Euphoria
- Chang-rae Lee, On Such a Full Sea
- Marilynne Robinson, Lila

Não Ficção Geral
- David Brion Davis, The Problem of Slavery in the Age of Emancipation
- Peter Finn and Petra Couvee, The Zhivago Affair: The Kremlin, the CIA, and the Battle over a Forbidden Book
- Elizabeth Kolbert, The Sixth Extinction: An Unnatural History
- Thomas Piketty, Capital in the Twenty-First Century, traduzido do francês por Arthur Goldhammer
- Hector Tobar, Deep Down Dark: The Untold Stories of 33 Men Buried in a Chilean Mine, and the Miracle that Set Them Free

Poesia
- Saeed Jones, Prelude to Bruise
- Willie Perdomo, The Essential Hits of Shorty Bon Bon
- Claudia Rankine, Citizen: An American Lyric
- Christian Wiman, Once in the West
- Jake Adam York, Abide

Autobiografia
- Blake Bailey, The Splendid Things We Planned: A Family Portrait
- Roz Chast, Can’t We Talk About Something More Pleasant?
- Lacy M. Johnson, The Other Side
- Gary Shteyngart, Little Failure
- Meline Toumani, There Was and There Was Not

Biografia
- Ezra Greenspan, William Wells Brown: An African American Life
- S. C. Gwynne, Rebel Yell: The Violence, Passion and Redemption of Stonewall Jackson
- John Lahr, Tennessee Williams: Mad Pilgrimage of the Flesh
- Ian S. MacNiven, "Literchoor Is My Beat": A Life of James Laughlin, Publisher of New Directions
- Miriam Pawel, The Crusades of Cesar Chavez: A Biography

Crítica
- Eula Biss, On Immunity: An Innoculation
- Vikram Chandra, Geek Sublime: The Beauty of Code, the Code of Beauty
- Claudia Rankine, Citizen: An American Lyric
- Lynne Tillman, What Would Lynne Tillman Do?
- Ellen Willis, The Essential Ellen Willis, edited by Nona Willis Aronowitz

Ivan Sandrof Lifetime Achievement Award
- Toni Morrison

John Leonard Prize
- Phil Klay, Redeployment

Nona Balakian Citation for Excellence in Reviewing
- Alexandra Schwartz
- Charles Finch
- B. K. Fischer
- Benjamin Moser
- Lisa Russ Spaar

### 2013
Ficção
- Chimamanda Ngozi Adichie, Americanah (Knopf)
- Alice McDermott, Someone (Farrar, Straus & Giroux)
- Javier Marías, The Infatuations, traduzido por Margaret Jull Costa (Knopf)
- Ruth Ozeki, A Tale for the Time Being (Viking)
- Donna Tartt, The Goldfinch  (Little, Brown)

Não Ficção
- Kevin Cullen e Shelley Murphy, Whitey Bulger: America's Most Wanted Gangster and the Manhunt That Brought Him to Justice (Norton)
- Sheri Fink, Five Days at Memorial: Life and Death in a Storm-Ravaged Hospital (Crown)
- David Finkel, Thank You for Your Service (Sarah Crichton Books/Farrar, Straus & Giroux)
- George Packer, The Unwinding: An Inner History of the New America (Farrar, Straus & Giroux)
- Lawrence Wright, Going Clear: Scientology, Hollywood, and the Prison of Belief (Knopf)

Poesia
- Frank Bidart, Metaphysical Dog (Farrar, Straus & Giroux)
- Lucie Brock-Broido, Stay, Illusion (Knopf)
- Denise Duhamel, Blowout (University of Pittsburgh Press)
- Bob Hicok, Elegy Owed (Copper Canyon)
- Carmen Gimenez Smith, Milk and Filth (University of Arizona Press)

Autobiografia
- Sonali Deraniyagala, Wave (Knopf)
- Aleksandar Hemon, The Book of My Lives (Farrar, Straus & Giroux)
- Rebecca Solnit, The Faraway Nearby (Viking)
- Jesmyn Ward, Men We Reaped (Bloomsbury)
- Amy Wilentz, Farewell, Fred Voodoo: A Letter From Haiti (Simon & Schuster)

Biografia
- Scott Anderson, Lawrence in Arabia: War, Deceit, Imperial Folly and the Making of the Modern Middle East (Doubleday)
- Leo Damrosch, Jonathan Swift: His Life and His World (Yale University Press)
- John Eliot Gardiner, Bach: Music in the Castle of Heaven (Knopf)
- Linda Leavell, Holding On Upside Down: The Life and Work of Marianne Moore (Farrar, Straus & Giroux)
- Mark Thompson, Birth Certificate: The Story of Danilo Kis (Cornell University Press)

Crítica
- Hilton Als, White Girls (McSweeney’s)
- Mary Beard, Confronting the Classics: Traditions, Adventures and Innovations (Liveright)
- Jonathan Franzen, The Kraus Project: Essays by Karl Kraus, translated and annotated by Jonathan Franzen with Paul Reitter and Daniel Kehlmann (Farrar, Straus & Giroux)
- Janet Malcolm, Forty-One False Starts: Essays on Artists and Writers (Farrar, Straus & Giroux)
- Franco Moretti, Distant Reading (Verso)

Ivan Sandrof Lifetime Achievement Award
- Rolando Hinojosa-Smith

John Leonard Prize
- Anthony Marra, A Constellation of Vital Phenomena (Hogarth)

Nona Balakian Citation for Excellence in Reviewing
- Katherine A. Powers
- Ruth Franklin
- James Marcus
- Roxana Robinson
- Alexandra Schwartz

### 2012
Ficção
- Laurent Binet, HHhH traduzido por Sam Taylor
- Ben Fountain, Billy Lynn's Long Halftime Walk
- Adam Johnson , The Orphan Master's Son
- Lydia Millet, Magnificence
- Zadie Smith, NW

Não Ficção
- Katherine Boo, Behind the Beautiful Forevers|Behind the Beautiful Forevers: Life, Death, and Hope in a Mumbai Undercity
- Steve Coll, Private Empire: ExxonMobil and American Power
- Jim Holt , Why Does the World Exist?: An Existential Detective Story
- David Quammen, Spillover: Animal Infections and the Next Human Pandemic
- Andrew Solomon, Far from the Tree: Parents, Children, and the Search for Identity

Crítica
- Paul Elie, Reinventing Bach
- Daniel Mendelsohn, Waiting for the Barbarians: Essays from the Classics to Pop Culture
- Mary Ruefle, Madness, Rack, and Honey
- Marina Warner, Stranger Magic: Charmed States and the Arabian Nights
- Kevin Young, The Grey Album: On the Blackness of Blackness

Poesia
- David Ferry, Bewilderment: New Poems and Translations
- Lucia Perillo, On the Spectrum of Possible Deaths
- Allan Peterson, Fragile Acts
- D. A. Powell, Useless Landscape, or A Guide for Boys
- A. E. Stallings, Olives

Autobiografia
- Reyna Grande, The Distance Between Us
- Maureen N. McLane, My Poets
- Anthony Shadid, House of Stone: A Memoir of Home, Family, and a Lost Middle East
- Leanne Shapton, Swimming Studies
- Ngũgĩ wa Thiong’o, In the House of the Interpreter

Biografia
- Robert A. Caro, The Passage of Power: The Years of Lyndon Johnson
- Lisa Cohen, All We Know: Three Lives
- Michael Gorra, Portrait of a Novel: Henry James and the Making of an American Masterpiece
- Lisa Jarnot, Robert Duncan, The Ambassador from Venus: A Biography
- Tom Reiss, The Black Count: Glory, Revolution, Betrayal, and the Real Count of Monte Cristo

Ivan Sandrof Lifetime Achievement Award
- Sandra Gilbert e Susan Gubar

Nona Balakian Citation for Excellence in Reviewing
- William Deresiewicz

### 2011
Ficção
- Dana Spiotta, Stone Arabia
- Teju Cole, Open City
- Jeffrey Eugenides, The Marriage Plot
- Alan Hollinghurst, The Stranger's Child
- Edith Pearlman, Binocular Vision: New & Selected Stories

Não-ficção
- John Jeremiah Sullivan, Pulphead: Essays
- Maya Jasanoff, Liberty's Exiles: American Loyalists in the Revolutionary World
- James Gleick, The Information: A History, a Theory, a Flood
- Adam Hochschild, To End All Wars: A Story of Loyalty and Rebellion, 1914-1918
- Amanda Foreman, A World on Fire: Britain's Crucial Role in the American Civil War

Crítica
- David Bellos, Is That a Fish in Your Ear?: Translation and the Meaning of Everything
- Geoff Dyer, Otherwise Known as the Human Condition: Selected Essays and Reviews
- Jonathan Lethem, The Ecstasy of Influence: Nonfictions, Etc.
- Dubravka Ugresic, Karaoke Culture: Essays
- Ellen Willis, Out of the Vinyl Deeps: Ellen Willis on Rock Music

Biografia
- Mary Gabriel, Love and Capital: Karl and Jenny Marx and the Birth of the Revolution
- John Lewis Gaddis, George F. Kennan: An American Life
- Paul Hendrickson, Hemingway's Boat: Everything He Loved in Life, and Lost, 1934–1961
- Manning Marable, Malcolm X: A Life of Reinvention
- Ezra F. Vogel, Deng Xiaoping and the Transformation of China

Autobiografia
- Diane Ackerman, One Hundred Names for Love: A Stroke, a Marriage, and the Language of Healing
- Mira Bartók, The Memory Palace
- Sharifa Rhodes-Pitts, Harlem is Nowhere: A Journey to the Mecca of Black America
- Luis J. Rodriguez, It Calls You Back: An Odyssey through Love, Addiction, Revolutions, and Healing
- Deb Olin Unferth, Revolution: The Year I Fell in Love and Went to Join the War

  Poesia
- Bruce Smith, Devotions
- Yusef Komunyakaa, The Chameleon Couch
- Aracelis Girmay, Kingdom Animalia
- Forrest Gander, Core Samples From the World
- Laura Kasischke, Space, In Chains

Nona Balakian Citation for Excellence in Reviewing
- Kathryn Schulz

Ivan Sandrof Lifetime Achievement Award
- Robert Silvers, editor do New York Review of Books

### 2010
Ficção
- Jennifer Egan, A Visit From the Goon Squad (Knopf)
- Jonathan Franzen, Freedom (Farrar, Straus And Giroux)
- David Grossman, To The End Of The Land (Knopf)
- Hans Keilson, Comedy In A Minor Key (Farrar, Straus And Giroux)
- Paul Murray, Skippy Dies (Faber & Faber)

Não-ficção
- Barbara Demick, Nothing to Envy: Ordinary Lives in North Korea (Spiegel & Grau)
- S.C. Gwynne, Empire of the Summer Moon: Quanah Parker and the Rise and Fall of the Comanches, the Most Powerful Indian Tribe in American (Scribner)
- Jennifer Homans, Apollo’s Angels: A History of Ballet (Random )
- Siddhartha Mukherjee, The Emperor of All Maladies: A Biography of Cancer (Scribner )
- Isabel Wilkerson, The Warmth of Other Suns: The Epic Story of America's Great Migration (Random)

Crítica
- Elif Batuman, The Possessed: Adventures with Russian Books and the People Who Read Them (Farrar, Straus and Giroux)
- Terry Castle, The Professor and Other Writings (Harper )
- Clare Cavanagh, Lyric Poetry and Modern Politics: Russia, Poland, and the West (Yale University Press)
- Susie Linfield, The Cruel Radiance (University of Chicago Press)
- Ander Monson, Vanishing Point: Not a Memoir (Graywolf)

Biografia
- Sarah Bakewell, How To Live, Or A Life Of Montaigne (Other Press)
- Selina Hastings, The Secret Lives Of Somerset Maugham: A Biography (Random House)
- Yunte Huang, Charlie Chan: The Untold Story Of The Honorable Detective And His Rendezvous With American History (Norton)
- Thomas Powers, The Killing Of Crazy Horse (Knopf)
- Tom Segev, Simon Wiesenthal: The Lives And Legends (Doubleday)

Autobiografia
- Kai Bird, Crossing Mandelbaum Gate Coming of Age Between the Arabs and Israelis, 1956-1978 (Scribner)
- David Dow, The Autobiography of an Execution (Twelve)
- Christopher Hitchens, Hitch-22: A Memoir (Twelve)
- Rahna Reiko Rizzuto, Hiroshima in the Morning (Feminst Press)
- Patti Smith, Just Kids (Ecco)
- Darin Strauss, Half a Life (McSweeney’s)

  Poesia
- Anne Carson, Nox (New Directions)
- Kathleen Graber, The Eternal City (Princeton University Press)
- Terrance Hayes, Lighthead (Penguin Poets)
- Kay Ryan, The Best of It (Grove)
- C.D. Wright, One With Others (Copper Canyon)

Nona Balakian Citation for Excellence in Reviewing
- Sarah L. Courteau
- William Deresiewicz
- Ruth Franklin
- Kathryn Harrison
- Parul Sehgal

Ivan Sandrof Lifetime Achievement Award
- Dalky Archive Press

### 2009
Ficção
- Bonnie Jo Campbell, American Salvage (Wayne State University Press)
- Marlon James, The Book of Night Women (Riverhead)
- Michelle Huneven, Blame (Sarah Crichton Books/FSG)
- Hilary Mantel, Wolf Hall (Holt)
- Jayne Anne Phillips, Lark and Termite (Knopf)

Não-ficção
- Wendy Doniger, The Hindus: An Alternative History (Penguin Press)
- Greg Grandin, Fordlandia: The Rise and Fall of Henry Ford's Forgotten Jungle City (Metropolitan Books)
- Richard Holmes, The Age of Wonder: How the Romantic Generation Discovered the Beauty and Terror of Science (Pantheon)
- Tracy Kidder, Strength in What Remain (Random House)
- William T. Vollmann, Imperial (Viking)

Crítica
- Eula Biss, Notes From No Man's Land: American Essays (Graywolf Press)
- Stephen Burt, Close Calls with Nonsense: Reading New Poetry (Graywolf Press)
- Morris Dickstein, Dancing in the Dark: A Cultural History of the Great Depression (Norton)
- David Hajdu, Heroes and Villains: Essays on Music, Movies, Comics, and Culture (Da Capo Press)
- Greg Milner, Perfecting Sound Forever: An Aural History of Recorded Music (Faber)

Biografia
- Blake Bailey, Cheever: A Life (Knopf)
- Brad Gooch, Flannery: A Life of Flannery O'Connor (Little, Brown)
- Benjamin Moser, Why This World: A Biography of Clarice Lispector (Oxford University Press)
- Stanislao G. Pugliese, Bitter Spring: A Life of Ignazio Silone (Farrar, Straus and Giroux)
- Martha A. Sandweiss, Passing Strange: A Gilded Age Tale of Love and Deception Across the Color Line (Penguin Press)

Autobiografia
- Diana Athill, Somewhere Towards the End (Norton)
- Debra Gwartney, Live Through This: A Mother's Memoir of Runaway Daughters and Reclaimed Love (Houghton Mifflin Harcourt)
- Mary Karr, Lit (Harper)
- Kati Marton, Enemies of the People: My Family's Journey to America (Simon & Schuster)
- Edmund White, City Boy ( Bloomsbury)

Poesia
- Rae Armantrout, Versed (Wesleyan)
- Louise Glück, A Village Life (Farrar, Straus and Giroux)
- D. A. Powell, Chronic (Graywolf Press)
- Eleanor Ross Taylor, Captive Voices: New and Selected Poems, 1960–2008 (Louisiana State University Press)
- Rachel Zucker, Museum of Accidents (Wave Books)

Nona Balakian Citation for Excellence in Reviewing
- Joan Acocella
- Michael Antman
- William Deresiewicz
- Donna Seaman
- Wendy Smith

Ivan Sandrof Lifetime Achievement Award
- Joyce Carol Oates

### 2008
Ficção
- Roberto Bolaño, 2666. (Farrar, Straus, and Giroux)
- Aleksandar Hemon, The Lazarus Project, (Riverhead)
- Marilynne Robinson, Home, (Farrar, Straus, and Giroux)
- Elizabeth Strout, Olive Kitteridge, (Random House)
- M. Glenn Taylor, The Ballad of Trenchmouth Taggart, (West Virginia University Press)

Não-ficção
- Drew Gilpin Faust, This Republic of Suffering, (Knopf)
- Dexter Filkins, The Forever War, (Knopf)
- George C. Herring, From Colony to Superpower: US Foreign Relations Since 1776. (Oxford University Press)
- Allan Lichtman, White Protestant Nation, (Atlantic)
- Jane Mayer, The Dark Side, (Doubleday)

Autobiografia
- Rick Bass, Why I Came West, (Houghton Mifflin)
- Helene Cooper, The House on Sugar Beach, (Simon and Schuster)
- Honor Moore, The Bishop’s Daughter, (W.W. Norton)
- Andrew X. Pham, The Eaves of Heaven, (Harmony Books)
- Ariel Sabar, My Father’s Paradise: A Son’s Search for His Jewish Past in Kurdish Iraq, (Algonquin)

Biografia
- Steve Coll, The Bin Ladens: An Arabian Family in an American Century, (Penguin Press)
- Patrick French, The World is What it is: The Authorized Biography of V.S. Naipaul, (Knopf)
- Paul J. Giddings, Ida, A Sword Among Lions: Ida B. Wells and the Campaign Against Lynching, (Amistad)
- Annette Gordon-Reed, The Hemingses of Monticello: An American Family, (Norton)
- Brenda Wineapple, White Heat: The Friendship of Emily Dickinson & Thomas Wentworth Higginson, (Knopf)

Poesia
- Juan Felipe Herrera, Half the World in Light, (University of Arizona Press)[14]
- Devin Johnston, Sources, (Turtle Point Press)
- August Kleinzahler, Sleeping it Off in Rapid City, (Farrar, Straus, and Giroux)[14]
- Pierre Martory (trad. John Ashbery), The Landscapist, (Sheep Meadow Press)
- Brenda Shaughnessy, Human Dark with Sugar, (Copper Canyon Press)

Crítica
- Richard Brody, Everything is Cinema: The Working Life of Jean-Luc Godard, (Metropolitan Books)
- Vivian Gornick, The Men in My Life. (Boston Review/MIT)
- Joel L. Kraemer, Maimonides: The Life and World of One Of Civilization’s Greatest Minds, (Doubleday)
- Seth Lerer, Children’s Literature: A Reader's History from Aesop to Harry Potter, (University of Chicago Press)
- Reginald Shepard, Orpheus in the Bronx: Essays on Identity, Politics, and the Freedom of Poetry, (University of Michigan Press)

The Nona Balakian Citation for Excellence in Reviewing
- Michael Antman
- Ron Charles
- Kathryn Harrison
- Laila Lalami
- Todd Shy

Ivan Sandrof Lifetime Achievement Award
- PEN American Center[4]